# Le Téléphone de M. Harrigan
« Mr. Harrigan's Phone » redirige ici.  Pour le film, voir  Mr. Harrigan's Phone (film).
Le Téléphone de M. Harrigan (titre original : Mr. Harrigan's Phone) est un roman court de Stephen King paru en 2020 dans le recueil Si ça saigne.

## Résumé
Craig est un enfant ayant appris à lire très jeune. Le révérend de l'église méthodiste de son petit village d'Harlow, situé dans l'État du Maine, lui demande alors qu'il n'a que huit ans de lire des passages de la Bible lors des réunions dominicales de la paroisse. Un an plus tard, John Harrigan, un financier retraité de près de quatre-vingt ans vivant à cinq cent mètres de la maison de Craig lui demande ainsi qu'à son père s'il peut venir plusieurs fois par semaine lui faire la lecture contre rémunération. Craig accepte et une solide amitié va petit à petit se nouer entre l'enfant et le vieil homme.
Chaque année, John Harrigan envoie quatre lettres à son jeune lecteur : une pour la Saint-Valentin en février, une pour l'anniversaire de Craig en septembre, une pour Thanksgiving en novembre et enfin une pour Noël. Il y joint à chaque fois un ticket à gratter de la loterie de l'État du Maine, d'une valeur d'un dollar. Le 14 février 2008, Craig, alors âgé de douze ans et demi, gagne trois mille dollars avec son ticket de loterie. À Noël, deux mois avant, il a reçu comme unique cadeau un iPhone, le premier smartphone lancé par Apple à l'été 2007. Féru de nouvelles technologies, Craig souhaite transmettre sa passion à John Harrigan, qui se tient éloigné de tous les progrès technologiques, n'ayant même pas une télévision dans sa grande maison. Un mois après avoir gagné ses trois mille dollars, Craig lui offre un iPhone identique au sien et lui montre à quel point cet objet peut être utile, notamment par l'accès à toutes sortes d'informations. John maîtrise assez vite ce nouvel objet et en devient aussi passionné que Craig.
Un peu plus de deux années plus tard, à l'été 2009, John Harrigan décède paisiblement chez lui et Craig le découvre le lendemain, alors qu'il lui rend visite pour lui faire sa lecture. Sur un coup de tête, il subtilise l'iPhone qu'il a offert à John, pour garder un souvenir de lui. Le jour de l'enterrement, alors que Craig est la dernière personne à se recueillir près du cercueil de John, dans l'église, il restitue le téléphone toujours allumé en le glissant dans la poche intérieure de la veste du défunt, non sans avoir auparavant écrit un message d'adieu dans le bloc-notes. Une fois l'enterrement terminé, Charles Rafferty, ancien directeur commercial de John Harrigan, dévoile à Craig et à son père que son ancien patron a légué une petite partie de sa très grande fortune à Craig, à savoir 800 000 dollars, en fidéicommis : il gérera l'argent pour Craig, lui donnera ce qui est nécessaire pour ses études et Craig pourra toucher la totalité à ses vingt-six ans. Réveillé en plein milieu de la nuit suivante, voulant entendre une dernière fois la voix de son vieil ami, Craig appelle le téléphone de John Harrigan et écoute son annonce de messagerie. Il rappelle ensuite, laissant un message vocal pour remercier le vieil homme de son legs. Le lendemain matin, il se rend compte avec la plus grande stupéfaction qu'il a reçu un SMS du défunt, contenant simplement « C C C aa ». Persuadé que John Harrigan a été enterré vivant, il explique tout à son père qui lui dévoile qu'une autopsie a été pratiquée et qu'il doit sûrement s'agir d'un canular fait par une personne ayant réussi à cloner le téléphone de John Harrigan.
Craig fait sa rentrée scolaire de septembre 2009 en quatrième dans un nouveau collège, la petite école de six classes du village d'Harlow ayant dû fermer durant l'été. Ce jour-là, Craig a une altercation avec la grosse brute du collège, un élève de première appelé Kenny Yanko, et il ne doit son salut qu'à l'arrivée inopinée de sa professeure de SVT, mademoiselle Hargensen. Une semaine plus tard, Kenny Yanko est renvoyé définitivement du collège, après avoir écopé par le passé de plusieurs exclusions temporaires.
Lors du bal d'automne organisé par le collège, Craig est de nouveau pris à partie par Kenny Yanko, venu illégalement y participer. Une bagarre s'ensuit, pendant laquelle Craig parvient à donner un coup de poing à l'œil de Kenny alors que ce dernier l'envoie au tapis à la suite de plusieurs coups bien portés. Trois de ses amis, ainsi que mademoiselle Hargensen, s'occupent de Craig et de ses blessures. Dans la nuit qui suit, Craig n'arrête pas de penser aux événements du jour et craint qu'ils ne se reproduise, à une plus forte intensité. Ne sachant que faire, il appelle de nouveau le téléphone de John Harrigan, laissant un message dévoilant ses doutes et questionnements.
Le lundi suivant, au collège, Craig apprend le décès de Kenny Yanko, avec tout un tas de rumeurs quant à la façon dont ce décès avait eu lieu. Un sentiment de culpabilité commence à germer dans l'esprit de Craig, ainsi que la certitude que, d'une façon ou d'une autre, John Harrigan est lié au décès de Kenny. Durant la nuit qui suit, il dépose un nouveau message vocal sur le téléphone de son ami pour lui demander de confirmer qu'il n'est en rien lié à ce décès. Le lendemain matin, il s'aperçoit qu'il a reçu un nouveau SMS, cette fois-ci avec les lettres « a a a. C C x ».
Plusieurs années après, vers la fin de ses études universitaires, Craig apprend le décès accidentel de son ancienne professeure, mademoiselle Hargensen : elle et son mari, alors à moto, ont été percutés de plein fouet par la voiture de Dean Whitmore, un multi-récidiviste de la conduite en état d'ivresse, toujours sauvé de la prison par des avocats payés à prix d'or par son père. L'enterrement a lieu près de Harlow et Craig retourne passer quelques jours chez son père. Il retrouve son vieil iPhone que son père lui avait offert pour le Noël de ses douze ans et, après l'avoir rechargé, il dépose un nouveau message sur le téléphone de John Harrigan, demandant que Dean Whitmore meure. Quelque temps plus tard, Craig apprend que le chauffard est décédé et il reçoit ensuite un SMS, disant cette fois « C C C sT ». Convaincu que son vieil ami lui demande d'arrêter, Craig choisit de se débarrasser définitivement de son ancien téléphone.

## Adaptation
Le 10 juillet 2020, Deadline Hollywood a annoncé que Netflix a acquis les droits d'adaptation du roman court Le Téléphone de M. Harrigan, avec comme producteurs Blumhouse Productions et Ryan Murphy.
Le film Le Téléphone de M. Harrigan, réalisé par John Lee Hancock, est sorti en 2022.